# Epigynopteryx xanthiaria
Epigynopteryx xanthiaria är en fjärilsart som beskrevs av Achille Guenée 1858. Epigynopteryx xanthiaria ingår i släktet Epigynopteryx och familjen mätare. Inga underarter finns listade i Catalogue of Life.